# Tabajara-Guaíba Futebol Clube
O Tabajara-Guaíba Futebol Clube, também conhecido como Ta-Guá, foi um clube brasileiro de futebol, com sede na cidade de Getúlio Vargas, no estado do Rio Grande do Sul. Sua fundação é datada de 27 de janeiro de 1964, como resultado da fusão do Tabajara Foot-Ball Club e do Guaíba Futebol Clube, consideradas as duas principais equipes do município. Neste mesmo ano, a agremiação disputou sua primeira competição profissional, a Segunda Divisão de 1964, encerrando a mesma na penúltima colocação.
O Ta-Guá participou da primeira temporada da Terceira Divisão Gaúcha, encerrando a competição na vice-colocação e sendo promovido à Divisão de Acesso no ano seguinte. Em 1991, conquistou o troféu da segunda edição da Copa Aneron Corrêa de Oliveira, único título na história profissional do clube, e foi promovido pela primeira vez à elite do futebol gaúcho. Neste mesmo ano, tornou-se conhecido por derrotar o Grêmio por 2–0 no Estádio Olímpico Monumental.
Após o rebaixamento em sua terceira participação, no ano de 1993, o Ta-Guá retornou à Segunda Divisão, local onde disputou partidas até o encerramento das atividades profissionais em 1996. O estádio da equipe, chamado Plácido Scussel, encontra-se abandonado e completamente comprometido, juntamente com as estruturas que formam as arquibancadas e alambrados.

## História

### Fundação e anos iniciais
O Tabajara-Guaíba Futebol Clube surgiu da fusão dos dois principais clubes de futebol da cidade gaúcha de Getúlio Vargas, naquela época: o Tabajara e o Guaíba. O Tabajara Foot-Ball Club havia sido fundado em 6 de dezembro de 1919 e foi o campeão da primeira edição do Campeonato Citadino de Erechim, no ano de 1926, momento em que Getúlio Vargas era uma província de Erechim. Já o Guaíba Futebol Clube tem sua criação datada de 1 de maio de 1949, tendo conquistado seis edições do Campeonato Citadino de Getúlio Vargas na década de 1950, período em que disputou várias edições do Campeonato Gaúcho de Futebol Amador, alcançando a terceira posição na edição de 1954.[carece de fontes?] No entanto, ambas as equipes não eram licenciadas e por isso não podiam disputar campeonatos profissionais; com base nisso, os presidentes dos dois rivais decidiram pela união entre os planteis e a criação do Tabajara-Guaíba Futebol Clube, em 27 de janeiro de 1964. O escudo e o uniforme do Ta-Guá carregava as cores vermelha, tradicional do Tabajara, e verde, tradicional do Guaíba, além do branco existente nos dois.
Logo no primeiro ano de fundação, o Ta-Guá foi convidado a participar da edição de 1964 da Segunda Divisão do Campeonato Gaúcho de Futebol (atual Divisão de Acesso), a qual encerrou na penúltima colocação de sua chave e não se classificou para a fase seguinte. Em 1967, o Ta-Guá retornou às competições da Federação Gaúcha de Futebol (FGF) e participou da primeira edição da Terceira Divisão Gaúcha, encerrando a fase inicial na primeira posição do seu grupo. Nos mata-matas, eliminou ao SC Internacional, de São Borja e avançou para a final contra o Grêmio Santanense, de Santana do Livramento. Na primeira partida, disputada em Getúlio Vargas, o Ta-Guá saiu vitorioso por 3–0; na partida de volta, no entanto, foi derrotado por 1–0 e por não existir a regra do saldo de gols como vantagem no confronto, a decisão do campeonato aconteceu nas penalidades. A equipe do Grêmio Santanense sobressaiu-se e triunfou por 7–5, tendo o Ta-Guá conseguido o vice-campeonato e o acesso para a disputa da Segunda Divisão de 1968.

### Acesso à Primeira Divisão
Na participação que marcou o retorno do Ta-Guá à Segunda Divisão do Campeonato Gaúcho, a equipe não repetiu os bons resultados do ano anterior e não avançou à fase final. Registros históricos confirmam que a equipe permaneceu disputando as edições da competição durante as décadas de 1970 e 1980, no entanto, sem ser promovida à Primeira Divisão ou rebaixada à Segunda Divisão. No entanto, não há mais informações sobre o desempenho do clube nestas edições. Neste meio-termo, participou de edições de competições entre as equipes do interior do estado, como a Copa Governador do Estado do Rio Grande do Sul de 1975 e a Copa Cícero Soares de 1973 e 1976.[carece de fontes?] As principais rivalidades neste período foram os clássicos regionais contra as equipes do Ypiranga de Erechim e do Passo Fundo, que movimentavam um grande público ao Estádio Plácido Scussel.
Em 1991, o Ta-Guá foi convidado a disputar a segunda edição da Copa Aneron Corrêa de Oliveira, equivalente à segunda divisão do certame estadual e que qualificava os quatro mais bem colocados à Primeira Divisão do mesmo ano. Ao lograr êxito nas duas fases iniciais, a equipe de Getúlio Vargas avançou a final do torneio e garantiu vaga para a elite do futebol gaúcho. No jogo de ida da decisão contra o Dínamo, de Santa Rosa, o Ta-Guá saiu em vantagem por 2-0. Ao manter o empate em 0-0, a equipe foi sagrada campeã. A conquista, no Estádio Municipal Carlos Denardin, consistiu no primeiro e único título profissional do clube, garantindo-lhe o direito de disputar a Série A, na segunda metade do ano.
A campanha do Ta-Guá na estreia na Primeira Divisão não foi bem-sucedida, com duas vitórias e dez empates em dezenove jogos.[carece de fontes?] Embora tenha proporcionado algumas surpresas, como a vitória sobre a equipe do Grêmio por 2–0 no Estádio Olímpico Monumental, em Porto Alegre, o que fez o Ta-Guá ser conhecido como uma grande zebra. Naquele momento, o Grêmio havia sido vice-campeão da Copa do Brasil de Futebol de 1991, sendo superado na final pelo Criciúma e estava com uma invencibilidade de quinze jogos. Em uma partida marcada por uma eficiência ofensiva e defensiva por parte da equipe de Getúlio Vargas, os dois gols marcados pelo atacante Duia fizeram desta a principal vitória da história do clube. O Ta-Guá foi, ainda, pivô de uma crise no Caxias Futebol Clube, após ter conseguido um empate no Estádio Centenário, celebrado como vitória. O 1 a 1, culminou na saída do goleiro Agnaldo, do Caxias, que foi alvo de implacáveis críticas.

### Maus resultados e encerramento
Apesar de ter encerrado na penúltima colocação da sua chave em 1991, o Ta-Guá manteve-se na primeira divisão e disputou a temporada de 1992, amargando novamente tal posição. No entanto, em 1993, com dezesseis derrotas em 21 confrontos, o Ta-Guá não conseguiu manter-se na elite e retornou então para a Segunda Divisão após três temporadas na primeira ala do futebol gaúcho.
Não há registros oficiais sobre a participação do Ta-Guá na Segunda Divisão de 1994, porém, em 1995 não obteve classificação para a fase final. Apesar de ter alcançado o octogonal final, encerrado na quinta posição na temporada de 1996 da Segunda Divisão e ter estabelecido o artilheiro da competição - Da Silva, com 24 gols - , este ano marcou o encerramento das atividades profissionais do clube.[carece de fontes?] Em uma entrevista para a RBS TV, o então diretor da equipe de Getúlio Vargas afirmou que era inviável conseguir manter uma equipe de uma cidade tão pequena em uma competição de tal naipe.

## Estádio
O Estádio Plácido Scussel é um estádio de futebol localizado na cidade de Getúlio Vargas, no estado do Rio Grande do Sul. Foi sede dos jogos do Tabajara-Guaíba Futebol Clube.
Popularmente conhecido como "Estádio da Baixada de Getúlio Vargas", foi o estádio utilizado tanto pelo Tabajara quanto pelo Guaíba enquanto equipes amadoras, sendo que continuou como a casa oficial do Ta-Guá após a fusão. Sua capacidade máxima era de 4 500 espectadores, a qual era alcançada em confrontos contra o Ypiranga de Erechim e o Passo Fundo. Reportagens afirmam que o gramado do estádio era considerado um dos melhores do interior durante o auge da equipe, mas que agora está completamente comprometido, juntamente com as estruturas que formam as arquibancadas e alambrados.
Após a desativação do futebol da equipe, o estádio foi abandonado e não há previsões de reformas ou reutilização deste por outra equipe.

## Títulos
| ESTADUAIS         | ESTADUAIS                      | ESTADUAIS | ESTADUAIS  |
|                   | Competição                     | Títulos   | Temporadas |
| ----------------- | ------------------------------ | --------- | ---------- |
| Rio Grande do Sul | Copa Aneron Corrêa de Oliveira | 1         | 1991       |

- Campeonato Citadino de Erechim: 1926